# Simi I
Simi I est un village de la commune de Dir situé dans la région de l'Adamaoua et le département du Mbéré au Cameroun.

## Population
En 1967, Simi I comptait 145 habitants, principalement Gbaya. Lors du recensement de 2005, 122 personnes y ont été dénombrées.